# BEC Financial Technologies
BEC Financial Technologies a.m.b.a. (ofte blot kaldt BEC) er en af de tre store bankcentraler i Danmark.
55°37′47″N 12°4′51″Ø / 55.62972°N 12.08083°Ø

## Historie
I 1991 fusionerede Bankernes Datacenter (BDC) og Bankernes EDB Central (BEC) til én virksomhed med navnet Bankernes EDB Central (BEC) med medarbejdere i Herning og Roskilde og med hovedkontor i Roskilde. De to selskaber var selv resultatet af en række tidligere fusioner mellem bankcentraler som: EDB Centralen i Herning, Vendsyssel EDB-Central, Foreningen Bankernes EDB-Central Sjælland Nord og den ældste af dem Foreningen Automationscentralen i Næstved, som etableredes i 1964.
I 2021 skiftede virksomheden navn til BEC Financial Technologies – i daglig tale også BEC.

## Ejere
BEC Financial Technologies er et a.m.b.a. med 18 danske pengeinstitutter som medlemmer (ejere):
- Andelskassen Fælleskassen
- Arbejdernes Landsbank
- Danske Andelskassers Bank
- Falster Andelskasse
- Frørup Andelskasse
- Frøslev-Mollerup Sparekasse
- Fynske Bank
- GrønlandsBANKEN
- Hvidbjerg Bank
- Lægernes Bank
- Lollands Bank
- Merkur Andelskasse
- Møns Bank
- Nykredit Bank
- PenSam Bank
- Spar Nord
- Totalbanken
- Vestjysk Bank